# Orden cerrado

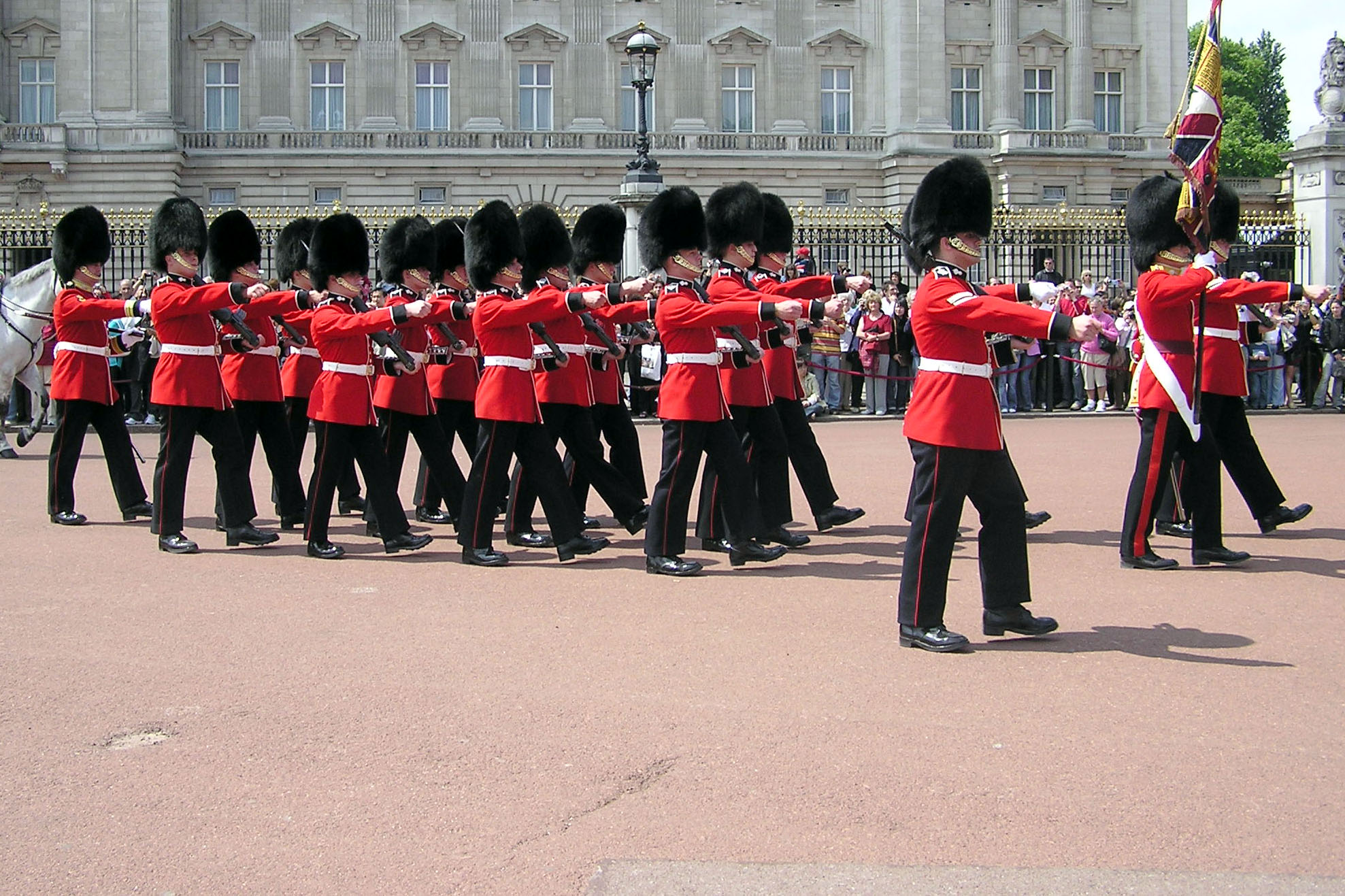
Orden cerrado de la Guardia de la Reina afuera de Buckingham Palace

El orden cerrado o la instrucción de orden cerrado instruye al personal militar sobre cómo moverse y desplazarse formando una unidad cohesionada en situaciones de no combate, las distintas formaciones que puede usar dicha unidad para desplazarse y cómo pasar de una a otra. En las fuerzas armadas actuales, la instrucción en orden cerrado es la primera que recibe un soldado, con una doble finalidad: enseñarle los rudimentos básicos del desplazamiento de tropas, e introducirle en el ambiente de obediencia y subordinación a sus mandos, necesario para integrarse en una unidad militar. Una vez completada la instrucción de orden cerrado, el soldado recibe la instrucción de combate, aunque a veces se llevan ambas instrucciones de forma simultánea.
También forma parte del contenido del área de formación llamada instrucción premilitar, dictada a los estudiantes venezolanos de bachillerato.

## Cualidades
El orden cerrado desempeña un papel muy importante en la formación básica, al crear y desarrollar hábitos como el de la disciplina, el respeto, la precisión y la marcialidad; por ello hay que cuidar de los más mínimos detalles porque contribuye a formar un único cuerpo capaz de cumplir misiones en cualquier circunstancia. El orden cerrado no es un fin, sino un medio para lograr un fin. En situaciones de emergencia, la ejecución rápida de los movimientos puede no ajustarse al orden y a la precisión de los mismos, ya que el objetivo en estos casos es su pronta ejecución al escuchar la voz ejecutiva. Por lo tanto esta instrucción militar es de vital importancia para el combate de aquellos soldados que sepan recibir y cumplir órdenes.
Asimismo permite al soldado familiarizarse con las características físicas del arma, el balance y la cohesión con lo que se logra que la unidad trabaje de forma armoniosa y unificada como los militares.
En la institución militar la formación de los miembros de la misma tiene un papel fundamental para poder llevar a cabo sus objetivos, y para lograrlos es necesario desarrollar en los sujetos que integran la institución un conjunto de valores y comportamientos tales como la obediencia, el respeto, la disciplina, el trabajo en equipo, la subordinación, la moral, por solo señalar algunos. Este conjunto de conductas y hábitos son relevantes ya que se persigue la formación de un individuo integral y que sea capaz de demostrar a través de su comportamiento y actitud que la institución castrense es una institución ordenada y apegada a la ley.	 
Para la Fuerza Armada Nacional y cada uno de sus componentes, así como para quienes se forman en la Instrucción premilitar es imprescindible que todo lo que de ella depende o la conforme funcione en perfecto estado y orden. Así que se le da mucha importancia a detalles como el saludo a los superiores por parte de los subalternos, la correcta marcha en desfiles militares, la sincronización en los movimientos de las unidades o comandos. Todo esto se concibe mediante el llamado orden cerrado definiéndose como tal.

## Objetivos
- El objetivo del orden cerrado es influir en la disciplina de los individuos
  - Permite al instructor el desplazamiento de su grupo
  - Formaciones simples que permiten tomar rápidamente posiciones
  - Incrementa moral en alumnos.

## La voz de mando
Es un conjunto de órdenes que se dictan de forma oral, y que son emanadas por el comandante de una unidad militar, sin embargo no solo son emanadas por este, sino que también las puede ordenar algún miembro de la unidad previamente designado por el comandante de la unidad militar para que ejerza las funciones de comando. 
El comandante de la unidad da las órdenes expresándolas oralmente a través de un lenguaje.
Pueden haber dos voces de mando: 
Una indica que debes estar alerta y la otra es para ejecutar

## Tipos de voces de mando
Las voces de mando pueden ser de tres tipos:
Advertencia: Es para todo el personal 
Voz preventiva: Indica el movimiento que ha de ser ejecutado
Voz ejecutiva: indica el momento preciso en que el movimiento debe ser ejecutado.

### Movimientos de ejecución.
Son el conjunto de posiciones o movimientos ejecutados por los integrantes de la institución militar, que tienen por objeto el desarrollo o continuación de las órdenes dadas por el comandante, quien dirige el grupo, así como la ejecución de ciertas conductas de respeto y cortesía desplegada hacia los miembros de la institución.
Los movimientos a pie son los siguientes:
• Posición fundamental: se desarrolla desde la posición a discreción, y cuando se da con la expresión de la voz: Atención...firmes , en ese momento el sujeto ejecuta los siguientes movimientos para configurar esta posición:
1.- Se cuadra con rapidez.
2.- Levanta ligeramente el talón del pie izquierdo, e inmediatamente lo junta con el pie derecho, y simultáneamente junta las manos mientras permanece inmóvil y callado. Para que el movimiento se dé correctamente como se debe.
2.1.- Tener los talones alineados y juntos.
2.2.- Las puntas de los pies igualmente vueltas hacia fuera formando un ángulo de 45° grados.
2.3.- Las piernas tensas y el cuerpo erguido e inclinado ligeramente hacia delante.
2.4.- El peso repartido.
2.5.- Mirada hacia adelante.
2.6.- Los brazos a los lados del cuerpo, ligeramente arqueados y hacia arriba.
• Posición a discreción: Se ejecuta desde la posición fundamental, y cuando es pronunciada la expresión: ¡A discreción!, en ese momento:
1.- Se adelanta el pie izquierdo en la dirección indicada por la punta del pie y rápidamente se desliza dejando los dos pies a la altura de los hombros
2.- Simultáneamente se cambian las manos de estiradas a empuñadas y se pegan de forma lateral a los muslos.
• Saludo: Es un gesto obligatorio de respeto y cortesía de parte del subalterno para con el superior, y este tiene el deber de contestarlo. Es una obligación para todos los miembros de la Fuerza Armada Nacional, independientemente de su grado jerárquico o componente. Al igual que
todos los movimientos revisados tienen una formalidad para su ejecución:
1.- El sujeto que lo va a ejecutar debe levantar con energía la mano derecha, hasta tocar con el dedo medio el borde inferior derecho del cubre-cabeza, al nivel de la sien.
2.- La mano debe seguir la prolongación del antebrazo con la palma hacia abajo y los dedos deben estar extendidos y juntos.
3.- El codo debe estar a la altura de los hombros y en ese mismo plano de estos.
4.- La vista debe estar dirigida al frente.
5.- Se baja con rapidez la mano derecha y se recupera la posición fundamental. Desde la posición fundamental se realiza el saludo a la voz de: ¡con vista al frente!, a la derecha, a la izquierda .
6.- Recupera la posición fundamental.
• Giros y medios giros: Se ejecuta a diferentes voces:
1.- A la derecha: Cuando se oye la voz ¡A la de... re! se realizan los siguientes movimientos:
• Se levanta el talón del pie izquierdo ligeramente, mientras la planta del mismo pie hace presión sobre el suelo y se da al cuerpo el impulso requerido para girar un cuarto (1/4) de círculo a la derecha. El talón derecho sirve de apoyo, pues la punta de pie se levanta un poco para realizar el giro.
• Se separa el pie izquierdo del suelo y se une el talón de ese pie con el talón del pie derecho para ejecutar la posición fundamental, sin hacer flexión de las piernas ni de las manos.
2.- A la izquierda: Se ejecuta al pronunciarse la voz ¡A la iz... quier! , de la siguiente forma:
• Se gira media circunferencia por la izquierda apoyándose sobre el talón izquierdo y la planta del pie derecho.
• Se lleva el talón derecho hasta juntarlo con el izquierdo, manteniendo las piernas tensas y sin despegar las manos.
3.- Medio giro: Se ejecuta a la voz de ¡Media... vuel! , y se realiza de la siguiente forma:
• Realizando un giro de un octavo (1/8) de círculo. El talón derecho sirve de apoyo, pues la punta de pie se levanta un poco para realizar el giro.
• Alineación y cobertura: Se ejecutan de la siguiente forma:
• La Cobertura se ejecuta a la voz de ¡Cubrirse! y se desarrolla de la siguiente forma:
1.- Los sujetos se colocan uno detrás del otro a una distancia de un metro aproximadamente.
2.- Los sujetos que ocupan las primeras posiciones de la segunda, tercera y cuarta hilera, levantan el brazo izquierdo para tomar el intervalo y alinearse.
3.- Todos permanecen en su posición hasta la voz de ¡Firmes! cuando adoptan la posición fundamental.
• La Alineación se ejecuta a la voz de ¡Alinea... ar! y se desarrolla así:
1.- Todos los sujetos levantan el brazo izquierdo, menos el último individuo de cada fila, el cual se alinea por el hombro base y permanece con la vista hacia el frente.
2.- Todos los demás sujetos giran a la derecha.
3.- A la voz de ¡Vista al... frent! todos adoptan la posición fundamental.
Para que la alineación se ejecute por la izquierda, se debe usar la voz Por la izquierda alinear , y se da el mismo procedimiento.
• Movimientos sobre la marcha: Se desarrolla por medio de varios movimientos o pasos, estos son:
• Ruptura de la marcha: Que se ejecuta desde la posición fundamental se inicia la marcha al paso con compás al darse la voz ¡De frente… mar! , y tiene 2 momentos:
1.- A la voz preventiva, se carga ligeramente el peso del cuerpo sobre el pie derecho, sin dejar de adoptar la posición fundamental, de forma de tener el pie izquierdo libre para iniciar la marcha.
2.- A la voz ejecutiva: de la siguiente forma:
2.1.- Por medio del impulso sobre la punta del pie derecho, se debe adelantar la pierna izquierda extendida en un ángulo de 45 grados aproximadamente.=
2.2.- La punta del pie hacia delante y a una altura de 50 centímetros aproximadamente.
2.3.- La mano izquierda separada unos 10 centímetros de la pierna.
2.4.- El antebrazo derecho debe estar ubicado por delante de la cintura con la mano extendida, los dedos juntos y apuntando a la izquierda a 10 centímetros aproximadamente, delante de la hebilla del cinturón y el codo levantado.
2.5.- Se apoya con fuerza el pie izquierdo en el suelo a unos 75 centímetros de su ubicación inicial. Simultáneamente se colocan la planta y el talón del pie y se apoya el peso del cuerpo sobre ese pie.
2.6.- La pierna derecha permanece tensa y el pie apoyado en su punta, con el talón en alto.
• Paso con compás: se ejecuta desde la posición fundamental a la voz ¡De frente! , y con el paso con compás con la ruptura de la marcha. Debe reunir los siguientes elementos:=
1.- Los pasos deben tener una longitud de 75 centímetros aproximadamente.
2.- Deben darse entre 90 y 110 pasos por minuto.
3.- Es obligatorio para todos los movimientos del orden cerrado, bien sea en desfiles o marchas por zonas pobladas y para todo grupo que sea mayor a 2 sujetos.
4.- Debe marcharse sobre una línea perpendicular al plano de los hombros, y con naturalidad y aire marcial.
5.- Los brazos deben llevar un movimiento natural, alternándose, sin flexión y desde atrás de la costura del pantalón y hasta la altura de la hebilla del cinturón.
6.- Los dedos de la mano deben ir juntos y extendidos.
7.- La cabeza debe ir erguida y la vista al frente. Paso sin compás: es diferente del paso con compás en el ritmo, y además se ejecuta a la voz de ¡Paso sin compás! Si se desea regresar al paso normal se debe dar la voz de ¡Paso con compás … mar!=
• Paso de camino: Es el mismo paso sin compás, la diferencia entre uno y otro radica en que acá se le permite a los marchantes reír, cantar, hablar. Y si se desea que retomen el paso normal se le debe dar la voz de ¡Paso con compás!
• Paso atrás: Se inicia desde la posición fundamental y se ejecuta a la voz de ¡Tantos pasos atrás … mar! Se desarrolla en dos pasos:
1.- En la voz preventiva: en la cual se carga el peso del cuerpo ligeramente sobre el pie derecho.
2.- En la voz ejecutiva: en la cual se retrocede el pie izquierdo unos 50 centímetros, hasta asentarlo de nuevo, y en este momento se recoge rápidamente la pierna derecha para asumir la posición fundamental, y así sucesivamente hasta completar el número de pasos indicados. Los pasos dados hacia atrás no deben ser mayores de 5 pasos.
• Paso lateral: Se ejecuta a la voz de ¡Tantos pasos laterales a la derecha – izquierda… mar! , y el movimiento se inicia desde la posición fundamental juntando la pierna contraria y así sucesivamente. Las manos permanecen pegadas y los desplazamientos laterales no deben ser mayores de 5 pasos.
• Medio paso: Se ejecuta a la voz de ¡A medio paso… mar! , y en ese momento se inicia o se reduce la marcha a una longitud de 35 centímetros más o menos, manteniendo distancia. Si se desea que se regrese al paso normal se da la voz de ¡Paso normal mar!
• Marcar el paso: Esto se da desde varias posiciones o en la marcha:
1.- Desde la posición fundamental: se ejecuta a la voz de ¡marquen el paso… mar! , y en ese momento se inicia el movimiento sin avanzar, levantando los pies alternadamente a 30 centímetros aproximadamente, de forma que el muslo quede horizontal y en ángulo recto con la pierna. La punta del pie se dirige hacia abajo, para apoyarla primero al asentarse este, la oscilación de los brazos debe realizarse normalmente.
Si se da la voz ¡De frente! antes de la voz ¡Marquen el paso… mar! , entonces se rompe la marcha y se inicia el movimiento al asentar el pie izquierdo.
2.- Sobre la marcha: se comienza la ejecución al darse la voz Marquen el paso… mar! , y se inicia al asentarse cualquiera de los pies, se da un paso más y se detiene al colocarse nuevamente el pie con el que se inició la marcha.
3.- Hacer alto: se ejecuta a la voz de ¡personal… al! , en ese momento se detiene la marcha y se recupera la posición fundamental.
4.- Continuar la marcha: se reinicia cuando se da la voz ¡De frente… mar! , dada al asentarse el pie izquierdo, se asienta el derecho y se rompe la marcha después de colocar nuevamente ese pie.
• Cambiar el paso: Se ejecuta a la voz de ¡Cambiar de paso! , en ese momento se dan 2 pasos más si la voz ejecutiva fue en el derecho, inmediatamente se adelanta el pie derecho hasta situarlo detrás del izquierdo y se prosigue con la marcha.
• Hacer alto: Se procede en los siguientes casos:
1.- A la voz del individuo, escuadra, pelotón, compañía u otro.
2.- A la voz ejecutiva se asienta el paso más de lo normal.
3.- A la voz ejecutiva dada en el momento en que se asienta el pie izquierdo, para luego llevar el derecho a unirse con ese y recuperar la posición fundamental. Si es impartida la voz ejecutiva en el momento en que se asienta el pie derecho, se deben dar 3 pasos hasta asentar el pie izquierdo y luego hacer alto con el derecho.